# Norrdans
Norrdans är en professionell producent och dansensemble för samtida dans, som har sitt säte i Härnösand.
Ensemblen, med dansare, gästande koreografer och kompositörer från ett flertal länder, bildades 1995. De har turnerat och gästspelat såväl regionalt som nationellt, samt erbjudit workshops och dansskola för barn, unga och vuxna. Norrdans danschef var mellan 2007 och 2017 den finska dansaren Mira Helenius Martinsson, och sedan april 2018 den svenske koreografen Martin Forsberg.
Norrdans ingår i Norrlands nätverk för musikteater och dans, och är en del av Scenkonst Västernorrland, som ägs av Region Västernorrland och Sundsvalls kommun. Ensemblen får även ekonomiskt stöd från Härnösands kommun och Statens kulturråd.
Norrdans vann utmärkelser från Svenska teaterkritikers förening 2020, Danspriset för arbetet under pandemin, och 2021, Barn- och Ungdomsteaterpriset för föreställningen Pianofavoriter med Norrdans.
Norrdans blev uttagna till Scenkonstbiennalen både 2021, med föreställningen Proxy, och 2022, med föreställningen Pianofavoriter med Norrdans.

## Dansare
- Rebecka Berchtold, Sverige
- Leila Verlinden, Nederländerna
- Sam Huczkowski, Sverige
- Nastia Ivanova, Ryssland
- Chang Leo Liu, Kina
- Jade Stenhuijs, Nederländerna
- Jonathan Starr, Storbritannien
- Malika Ali, Tyskland
- Alban Ovanessian, Frankrike

## Föreställningar 2018-2022
| År   | Föreställning               | Koreograf                              |
| ---- | --------------------------- | -------------------------------------- |
| 2018 | Alfhild Agrells Arv         | Peter Svenzon/Mari Carrasco/José Agudo |
| 2018 | Clash ”11”                  | Viktor Konvalinka                      |
| 2018 | Odysseus                    | Lenka Vagnerová                        |
| 2019 | Proxy                       | Martin Forsberg                        |
| 2019 | Human After All             | Olga Tsvetkova                         |
| 2019 | Lilla magellanska molnet    | Viktor Konvalinka                      |
| 2019 | Märgben                     | Simone Grøtte                          |
| 2020 | Our House is on Fire        | Nicole Beutler                         |
| 2020 | Norrdans Takeaway           | Dansare                                |
| 2020 | One One One                 | Ioannis Mandafounis                    |
| 2021 | VÅR VÅR!                    | Dansare                                |
| 2021 | Pianofavoriter med Norrdans | Martin Forsberg                        |
| 2022 | Maskot                      | Rachel Tess                            |
| 2022 | The Dawn Chorus             | Stina Nyberg                           |
| 2022 | If Only I Knew              | Ioannis Mandafounis                    |
| 2022 | Vi kan göra va du vill      | Ludvig Daae                            |
| 2022 | Våroffer                    | Martin Forsberg                        |
| 2022 | Cave                        | Rena Butler                            |